# ارکستر موسیقی نو
ارکستر موسیقی نو یا ارکستر ایرانی موسیقی نو، ارکستری با ترکیب سازهای ایرانی و غربی در کنار هم است که در سال ۱۳۷۴ توسط علیرضا مشایخی تأسیس شد.
در بیستمین جشنواره بین‌المللی موسیقی فجر از ارکستر موسیقی نو (ارکستر موسیقی نوین) به سرپرستی علیرضا مشایخی تقدیر شد.

## سبک و فرم اجرایی ارکستر
ارکستر ایرانی موسیقی نو، بر اساس تفکر و فرم‌های خلاقانه در موسیقی مدرن شکل گرفته‌است. آثاری که تا کنون برای این ارکستر نوشته و اجرا شده‌است هم در تفکر و هم در تکنیک، نو و متفاوت بوده‌است.

## سازبندی ارکستر
در سازبندی این ارکستر، سازهای ایرانی نظیر؛ تار، سه تار، سنتور، کمانچه، نی، تمبک، دف و … نقش اصلی را ایفا می‌کنند اما سازهای غربی نظیر؛ کلارینت، ویلن، ویلنسل و… هم در بعضی قطعات، ارکستر را همراهی می‌کنند. در برخی اجراها فقط از سازهای غربی، به‌ویژه ارکستر زهی بهره گرفته شده‌است. 

جلد آلبوم ارکستر موسیقی نو

## رپرتوار ارکستر
رپرتوار یا مجموعه قطعه‌های موسیقی که تا به حال برای این ارکستر نوشته و اجرا شده‌است شامل؛ قطعات موسیقی به آهنگسازی علیرضا مشایخی و قطعاتی از آهنگسازان معاصر دیگر نظیر: صنم قراچه داغی، پریسا واعظ قمصری، اشکان پاشازاده، ایمان وزیری و … بوده‌است. مهمترین دستاورد این ارکستر، معرفی بیش از ۴۵ آهنگساز ایرانی و تأسیس چندین فستیوال موسیقی از جمله «فستیوال موسیقی کلاسیک تا معاصر» است.

## رهبران ارکستر
- علیرضا مشایخی[۵][۶][۷]
- سعید علیجانی[۸][۹]